# Rusted Pieces
Rusted Pieces è un video dei Megadeth, heavy metal band californiana, pubblicato sotto VHS nel 1991 e quindi sotto DVD nel 2000.

## Video
1. Peace Sells
2. Wake Up Dead
3. In My Darkest Hour
4. Anarchy in the UK
5. Holy Wars...The Punishment Due
6. Hangar 18

## Formazione
- Dave Mustaine - voce, chitarra
- Marty Friedman - chitarra
- David Ellefson - basso
- Nick Menza - batteria